# Петерсен, Юлиус
Юлиус Петер Кристиан Петерсен (дат. Julius Petersen; 16 июня 1839, Сорё, о. Зеландия — 5 августа 1910 , Копенгаген) — датский математик.

## Биография
Обучался в Датском техническом университете, позже изучал математику в Копенгагенском университете. В 1866 году получил степень магистра математики в альма матер, а в 1871 — доктора философии в области математики.
Весной 1908 года Петерсен перенес инсульт. К концу жизни утратил возможность работать. Умер в августе 1910 г.
Похоронен на Западном кладбище Копенгагена.

## Научная деятельность
Многие из ранних работ Ю. Петерсена, в основном, были сосредоточены в области геометрии. В 1860- х годах им написаны пять учебников по геометрии. Одной из самых замечательных работ Ю. Петерсена была книга «Методы и теории» (Methods and Theories) . Первое издание этой книги вышло на датском языке, но в 1879 издание было переведено на восемь языков, включая английский, французский и испанский языки, что принесло ему международную репутацию больше, чем в любой другой области его работ.
Научные интересы Петерсена в математике многообразны: геометрия, комплексный анализ, теория функций, теория чисел, математическая физика, математическая экономика, криптография и теория графов).
Его знаменитая работа «Die Theorie der regulären graph» («Теория регулярных графов») внесла фундаментальный вклад в современную теорию графов. В 1898 году опубликовал свои замечания к теории узлов П. Тэта, в настоящее время известные, как «граф Петерсена». В его честь также названа Теорема Петерсена и Теорема Петерсена-Морли.
Внёс большой вклад в развитие дискретной математики, криптографии и математической экономики.

## Избранные труды
- Die Theorie der regulären graphs. 1891 Архивная копия от 30 апреля 2016 на Wayback Machine
- Методы и теории для решения геометрических задач на построение. Типография Э. Лисснера и Ю. Романа. — М.: 1892.